# Villa Getty
La Villa Getty (Getty Villa in inglese) è una delle sedi del Getty Museum e si trova tra le città di Los Angeles e Malibù. Il museo, ospitato in un edificio strutturato come un'antica villa romana, vanta più di 44.000 opere di arte antica (principalmente di arte romana, greca ed etrusca) che coprono un periodo che parte dal 6500 a.C. fino al 440 d.C. Tra i pezzi più noti della collezione vi sono l'Atleta di Fano e l'Eracle Lansdowne.

## Storia
Nel 1954 il ricco petroliere Paul Getty aprì una galleria che esponeva oggetti d'arte presso la sua casa di Malibù, tuttavia ben presto lo spazio per l'esposizione si rivelò insufficiente, così decise di costruire la Villa Getty nelle vicinanze per poter esporre le proprie opere.
L'edificio è ispirato alla Villa dei Papiri di Ercolano e ad altre antiche ville romane. L'edificio fu aperto al pubblico nel 1974, ma col crescere della collezione d'arte del Getty Museum, anche questo nuovo spazio divenne insufficiente. In seguito all'apertura del Getty Center a Los Angeles si decise di dividere la vasta collezione in due parti e di ospitare presso la Getty Villa tutta la collezione di arte romana, etrusca e greca.
Oltre alla collezione d'arte la villa è circondata da dei giardini in stile romano e da un anfiteatro.